# Parochodaeus jujuyus
Parochodaeus jujuyus – gatunek chrząszcza z rodziny wygonakowatych i podrodziny Ochodaeinae.
Gatunek ten opisali w 2012 roku M.J. Paulsen i Federico Ocampo na podstawie 4 okazów. Jako miejsce typowe wskazano Park Narodowy Calilegua. Epitet gatunkowy pochodzi od prowincji Jujuy, w której leży miejsce typowe.
Chrząszcz o ciele długości od 5,8 do 7 mm i szerokości od 3 do 3,5 mm. Powierzchnię jego głowy pokrywają umiarkowanych rozmiarów oszczecinione punkty i słabo rozwinięte guzki, a na czole brak jest rogu. Nadustek jest szeroko zaokrąglony, o pogrubionej, u samca wystającej w przód przedniej krawędzi. Długość nadustka wynosi ćwierć jego szerokości u samca i połowę szerokości u samicy. Narządy gębowe cechuje wykrojona warga górna i zaokrąglone częściach zewnętrznych żuwaczki. Powierzchnia bródki ma głęboką bruzdę środkową. Powierzchnia wypukłego przedplecza jest pokryta słabo rozwiniętymi guzkami, a między guzkami średnich rozmiarów, oszczecinionymi jak i nagimi punktami. Pokrywy mają guzki na międzyrzędach wyposażone w umiarkowanie długie, sterczące szczecinki. Przednia para odnóży ma golenie zaopatrzone w słabo zakrzywioną ostrogę wierzchołkową oraz pozbawione zęba wewnętrznego. Odnóże tylnej pary ma prostej budowy krętarz, bezzębną i prostą tylną krawędź uda, około pięciokrotnie dłuższą niż szeroką goleń oraz  silnie powiększony i prawie prostokątny pierwszy człon stopy. Odwłok ma wyrostek strydulacyjny.
Owad neotropikalny, endemiczny dla Argentyny, znany z prowincji Jujuy oraz Salta, w tym z Parku Narodowego El Rey. Odławiany od grudnia do lutego.